# Athyrium melanolepis
Athyrium melanolepis là một loài thực vật có mạch trong họ Woodsiaceae. Loài này được (Franch. & Sav.) H. Christ miêu tả khoa học đầu tiên năm 1896.